# 검은 사각형
《검은 사각형》(러시아어: Чёрный квадрат, 영어: The Black Square)는 러시아 제국 키예프 태생의 작가 카지미르 말레비치가 1915년에 그린 유화 작품이다.
1915년 첫 번째 작품을 완성한 말레비치는 이것이야말로 획기적인 이정표이며 절대주의 미술 운동(1915년~1919년)의 시작을 알리는 단초라고 선언하였다. 절대주의 운동에 대한 선언문에서 말레비치는 이들 작품이 오로지 순수한 형태에 집중하게 된 것은, "객관적 세계라는 지반으로부터 미술을 해방시키려는 필사적 투쟁"을 의도하였기 때문이라고 밝혔다. 말레비치는 모든 사람이 이해할 수 있고, 종교화에 버금가는 감정적 영향을 미칠 그림을 그려내고자 노력하였다.
《검은 사각형》은 말레비치의 작품활동에 있어 일종의 전환점에 해당되는 대표작이며, 본 작품에서 정의된 미학은 이후의 활동에 있어서도 대부분 작품에서 지켜지게 된다. 그러한 맥락에서 제작된 대표 작품으로는 《흰색 위의 흰색》 (1918년), 《검은 원》 (1924년경), 《검은 십자가》 (1920년~1923년경) 등이 있다. 《검은 사각형》 역시 총 3점이 그려졌으며 각각 1923년, 1929년, 1920년대 말~1930년대 초에 제작되었다. 이들 작품 모두 크기와 질감이 조금씩 다른 별개의 작품이다.
《검은 사각형》은 1915년 《최후의 미래주의 회화전 0,10》에서 처음 공개되었다. 말레비치는 첫 작품을 가리켜 "회화의 영점"이라 표현하였다. 이후로도 말레비치의 작품은 미니멀리즘 미술에 중대한 영향을 끼쳤다.

## 배경

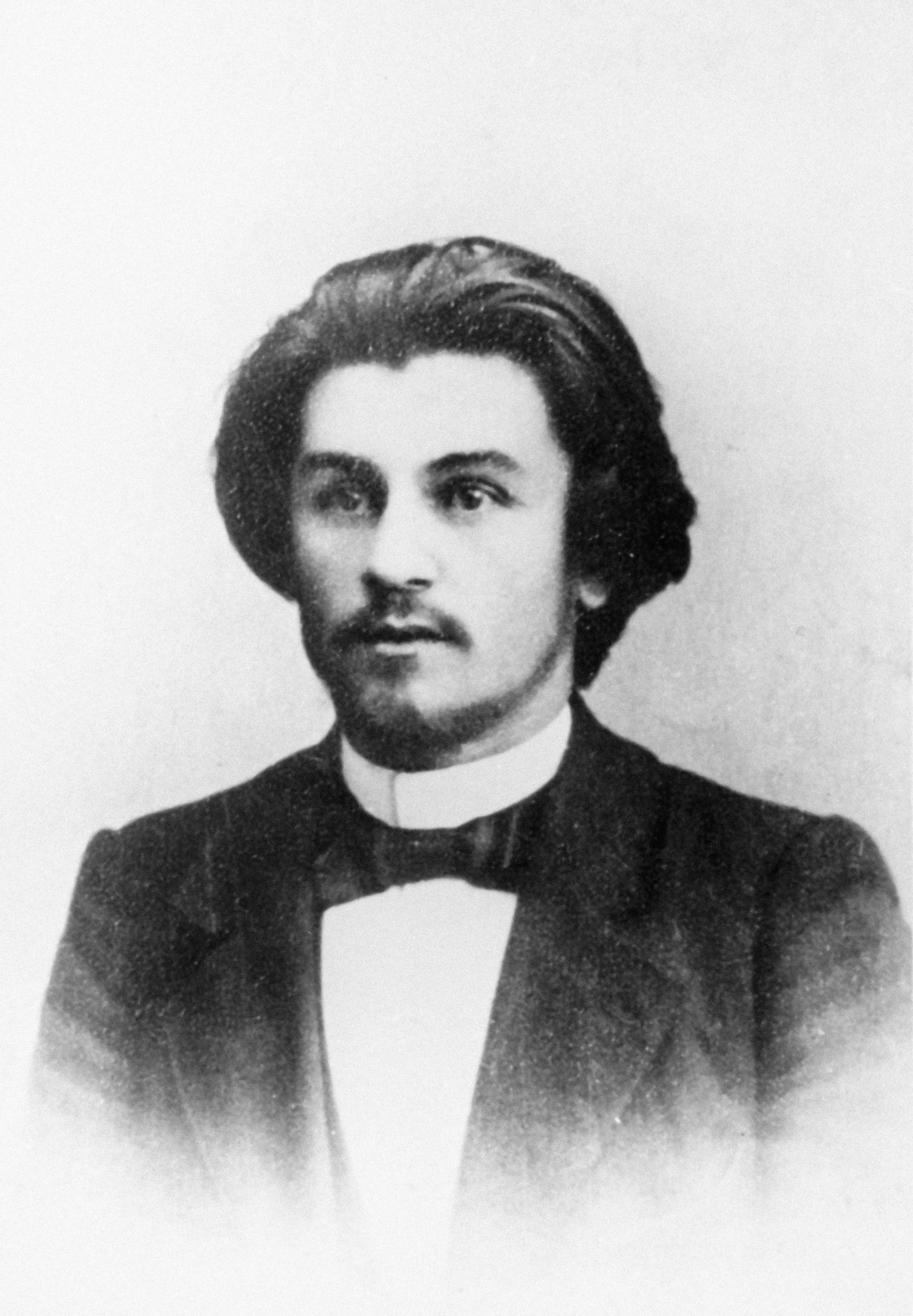
1900년경의 말레비치

카지미르 말레비치는 10대부터 미술을 독학하며 작품 활동을 시작하였으며, 우크라이나 문화와 러시아 민속 예술, 동방정교회에서 쓰는 이콘의 양식과 모티브를 결합하는 작품을 선보였다. 1900년대 이르러서부터는 19세기 후반 인상주의의 영향을 크게 받았다. 1907년 고향 키예프를 떠나 모스크바로 이사를 간 말레비치는 그곳에서 나탈리아 곤차로바, 미하일 라리오노프 같은 러시아의 선구적인 아방가르드 작가들과 교류하게 되었다.
말레비치는 화가이자 작곡가였던 미하일 마튜신 (1861년~1934년)의 입체미래주의 오페라 《태양의 정복》의 무대 디자이너로 발탁되었다. 이 과정에서 말레비치는 무대 장치에 검은 사각형의 모티브를 처음으로 사용하게 되었다. 1913년 12월 상트페테르부르크에서 초연된 《태양의 정복》은 표면적으로는 희극 이지만, 줄거리는 당시 혁명 이전 러시아를 지배하던 정교회 교리와 차르의 독재정치를 풍자하고 있다. 각본은 시인 벨리미르 흘레브니코프 (1885년~1922년)가 썼으며, 태양을 사로잡고 시간을 파괴하여 '이성을 파괴'하려는 주인공들을 따라가는 전개로 진행된다. 결말부에서는 어둠 속 세계가 펼쳐지는 것으로 끝나는데, 흘레브니코프는 러시아의 전통이 파괴된 후의 미래를 표현하고자 하였다. 이러한 발상은 동시대 모더니즘 미술의 행보와 관련하여 원년 (元年)을 시작해야 한다는 말레비치의 견해와 일치하였다.
말레비치가 남긴 오페라 의상 스케치는 입체주의와 미래주의의 영향을 크게 받은 것으로 보인다. 그러나 〈미래주의 독재자〉 (Futurist Strongman), 〈무덤 파는 사람〉 (Grave Digger), 〈다소 사악한 감독관〉 (A Some Evil Intender) 같은 일부 등장인물의 의상 스케치는 색상 요소와 더불어 검은색 정사각형과 직사각형이 뚜렷이 드러나 있다. 또 태양의 죽음을 묘사하는 중반부 장면에서 커튼과 배경, 태양 운구자들의 코트와 모자 등, 검은 사각형이란 요소가 여덟 차례에 걸쳐 의상과 무대에 활용된 모습을 보인다.
미술사학자 프랜시스 스폴딩은 커튼의 사각형이 "태양의 관을 암시한다"고 해석하였다. 일각에서는 자연의 수동적 형태에 대하여 인간의 능동적인 창의성이 승리한 것을 표현하기 위해, 결과적으로 태양의 원을 대신해 검은 사각형을 등장시켰다고 보기도 한다. 말레비치는 검은 사각형이라는 요소의 잠재력을 곧바로 알아보고, 1915년 공연 일정을 계획하던 마튜신에게 그 요소를 지켜 달라고 부탁하는 편지를 보냈다. 여기서 말레비치는 검은 사각형이라는 조형 자체가 "회화에서 엄청난 의의를 지닐 것"이며, "모든 가능성의 배아이며 성장 과정에서 끔찍한 힘을 얻을 것"이라는 견해를 밝혔다.

## 작품

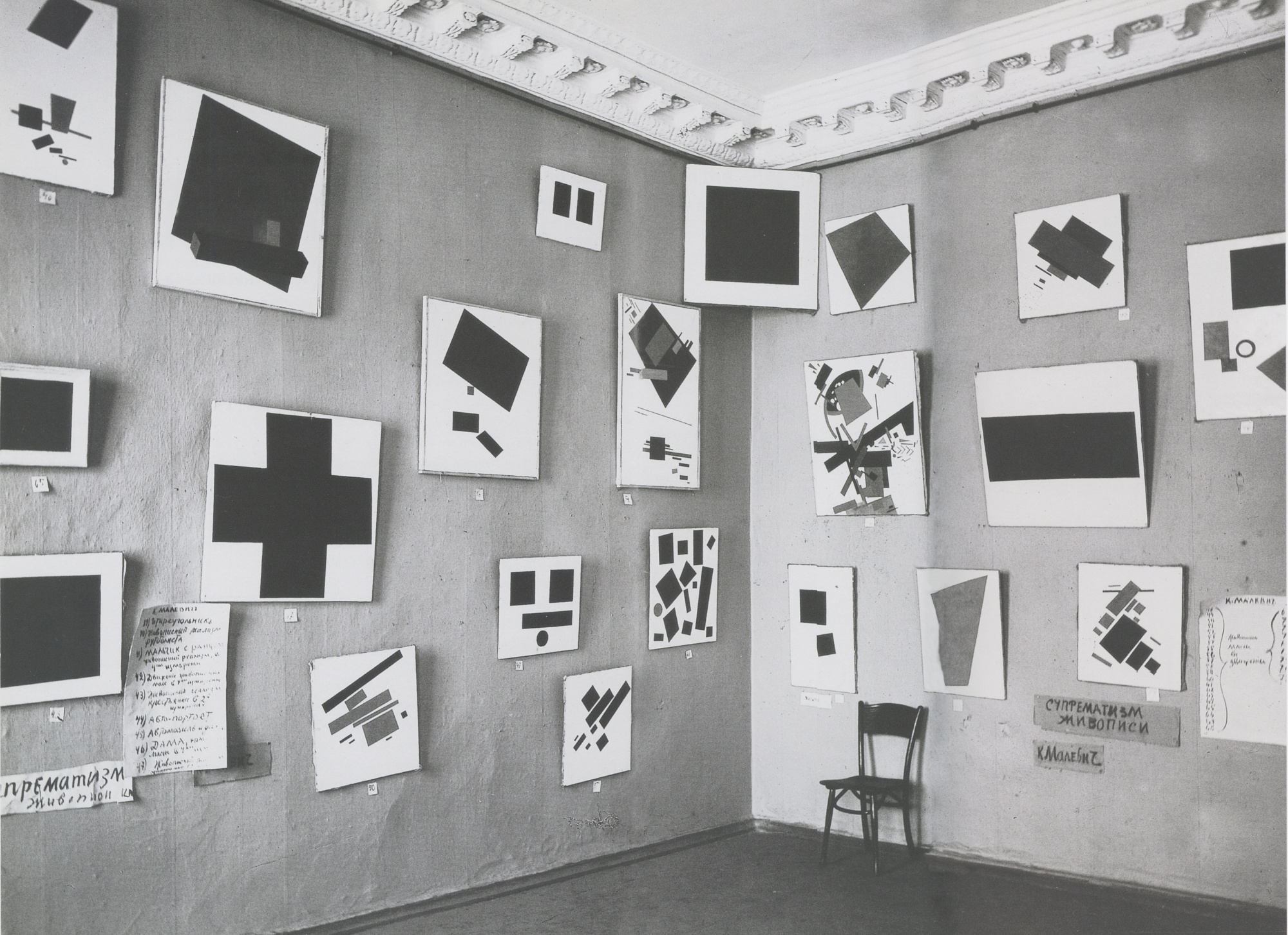
1915년 상트페테르부르크에서 열린 《최후의 미래주의 회화전 0,10》에서 공개된 말레비치의 절대주의 작품들

1915년 말레비치는 79.5cm x 79.5cm 크기의 리넨 캔버스 중앙에 두꺼운 검은색 유성 페인트를 검은색 정사각형 모양으로 넓게 칠하였는데, 이것이 오늘날 전해지는 《검은 사각형》의 초판이다. 테두리와 가장자리 역시 흰색과 회색 페인트로 칠하였다.
그림 뒷면에는 "1913"이라는 숫자가 쓰여져 있는데, 《태양의 정복》에서 검은 사각형이란 요소를 처음 탄생시킨 해를 가리킨 것으로 보인다. 말레비치는 이 그림을 계속해서 "절대주의 핵심 요소. 사각형. 1913년."이라고 거론하고 있다. 다만 영국 테이트 모던의 작품 소개에 따르면 추상 미술의 태동기에서 말레비치가 시대를 앞서가기 위하여 더 이른 시기를 제시하였을 가능성도 있다.
당시 말레비치는 재능에 힘입어 다작을 거듭하면서도 자기홍보에 적극적인 작가로서 "훌륭하면서도 대담한 메시아적인 인물"이란 평가와 "홍보물 돌리기에 미쳐 있는 사람"이란 평가가 공존하였다. 《검은 사각형》으로 돌파구를 찾았다는 것을 감지한 말레비치는 이 그림이야말로 본인의 작품과 더불어 미술사에 있어 하나의 이정표라고 선언하였다. 말레비치는 이 작품을 만들고 나서 너무 흥분한 나머지 "일주일 내내 잠을 잘 수도, 먹을 수도, 마실 수도 없었다"고 썼다.

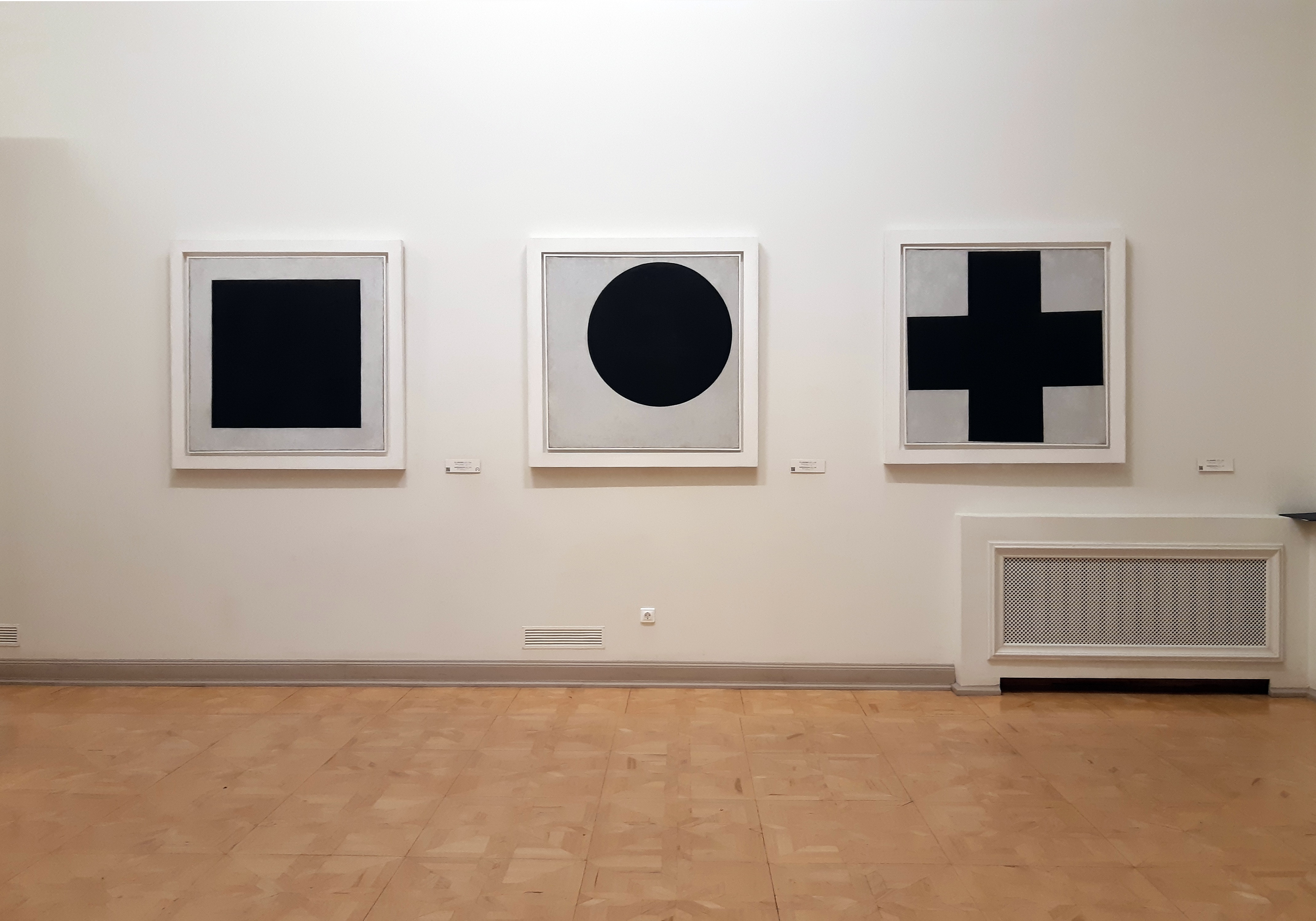
1924년 사본이 전시된 러시아 국립박물관

《검은 사각형》은 상트페테르부르크 (당시 페트로그라드)의 마르스 광장에서 개최된 1915년 〈최후의 미래주의 회화전 0,10〉에서 처음 공개되었다. 특이하게도 그냥 벽이 아닌 벽과 천장이 만나는 구석에 그림을 걸어두었는데, 이는 러시아 정교회에서 '거룩한 구석'이라 하여 이콘 (성화)를 걸어두는 자리에 해당되며, 동시대 모더니즘과 동방 정교회의 전통 문화가 충돌하고 있음을 강조한 것이다. 톤 로알드(Tone Roald)와 요하네스 랑(Johannes Lang)은 이 점을 의식하여 《검은 사각형》이 "러시아 정교회의 전통을 향한 아이코닉한 파괴 행위"라는 평가를 남겼다.
1915년 원본 그림은 엑스레이 분석 결과 캔버스 내에서 여러 가지 윤곽선과 형태가 발견되며, 중앙부에 난 균열의 밑층에 붉은색 페인트가 칠해진 흔적이 남아 있다. 이는 《검은 사각형》이 원래 다른 그림이나 스케치 위에 새로 그려진 작품임을 드러낸다. 기존의 작품은 역시 똑같이 절대주의 구성 회화를 구상하는 데 있어 초기에 제작한 작품이었으나 폐기되었을 가능성이 높다.

### 사본
말레비치는 첫 작품 이후 15년간 3차례에 걸쳐 사본을 제작하였다. 또 원본의 석판인쇄본을 다수 제작하고, 본인의 서명 속 장식으로 사용하는가 하면, 옷깃으로 만들어 제자들에게 나누어 주기도 하였다.
- 첫 번째 사본은 1923년 완성되었으며 제자였던 안나 레포르스카야, 콘스탄틴 로즈데스트벤스키, 니콜라이 수예틴과 공동으로 제작하였다.[11]
- 두 번째 사본은 1929년경에 완성되었으며, 원본을 고스란히 복제한 것으로서 크기도 가장 비슷하다. 제작 당해에 치러진 말레비치의 개인전 준비를 위해 그려진 것으로 추정되는데, 당시에도 원본의 상태가 좋지 못했기 때문이다.[11][17]
- 세 번째 사본은 연대를 알 수 없으나 1920년대 말에서 1930년대 초에 완성된 것으로 보인다. 크기가 가장 작은 사본이다. 1932년 〈RSFSR의 예술가: 레닌그라드에서의 15년〉 전을 준비하면서 《붉은 사각형》과 함께 대표 전시작으로 삼기 위해 그렸을 가능성이 존재한다.[17]

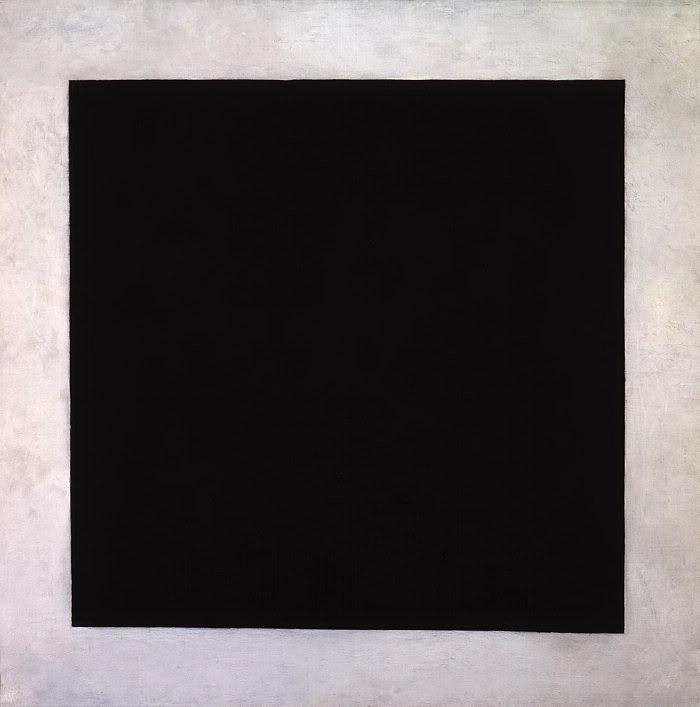
《검은 사각형》 (1923년경), 러시아 국립 박물관 소장
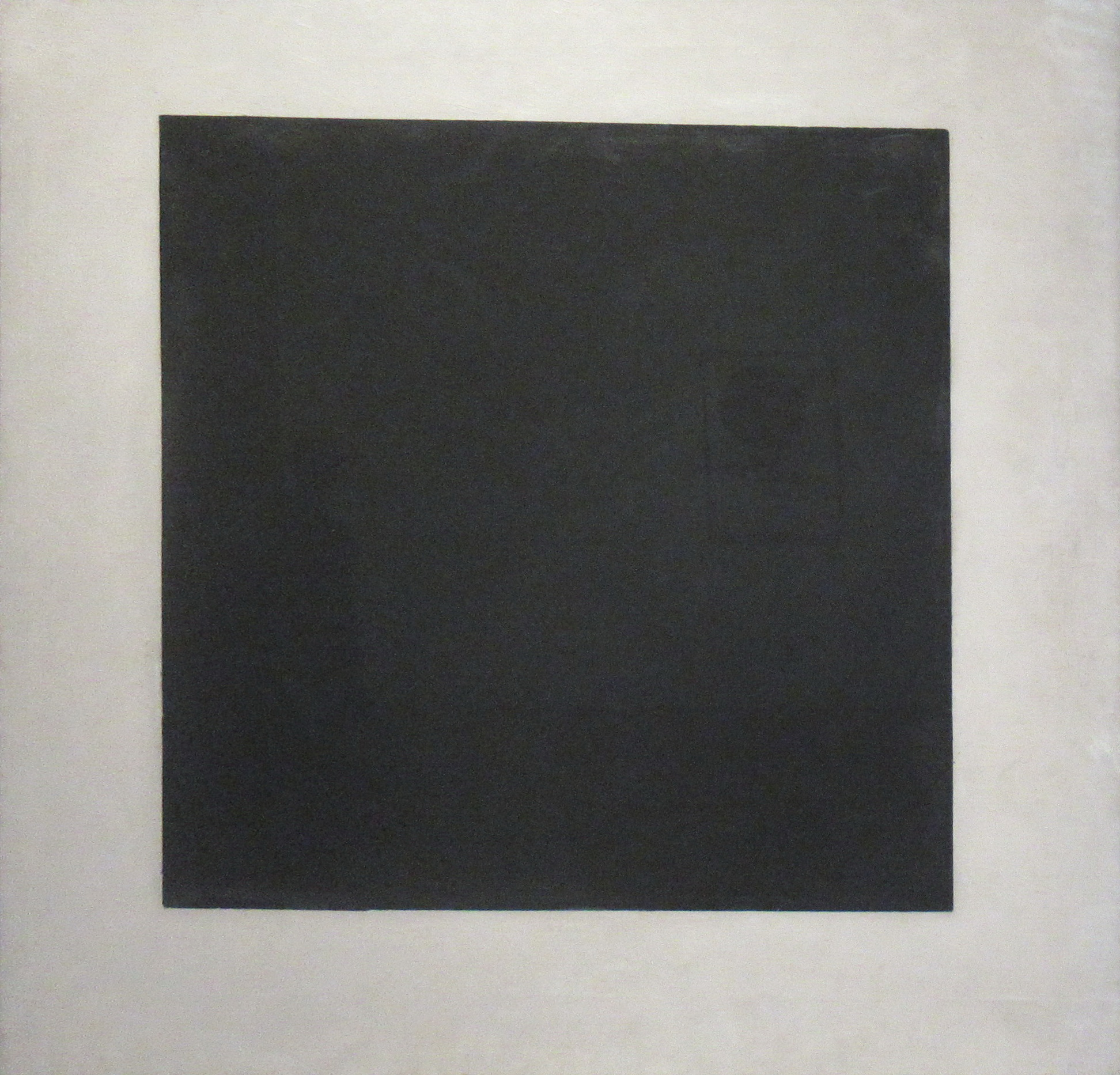
《검은 사각형》 (1929년), 러시아 트레탸코프 박물관 소장
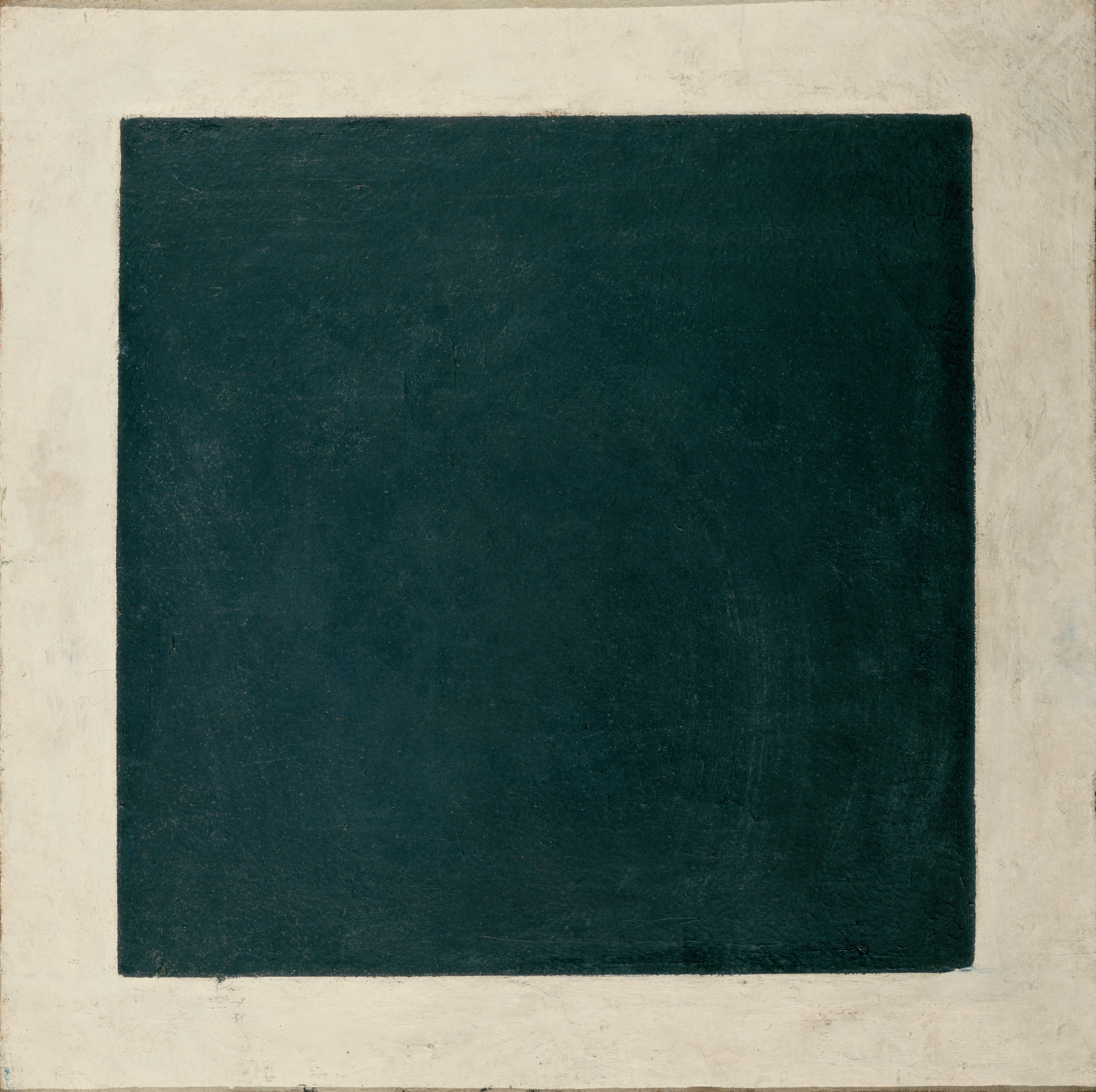
《검은 사각형》 (1920년대 말~1930년대 초), 러시아 트레탸코프 박물관 소장

## 미술사적 의의

### 절대주의 운동
말레비치 본인은 《검은 사각형》이 색상과 형태를 강조하는 절대주의 운동의 하나임을 강조하였다. '절대주의'라는 명칭은 러시아어로 '우수한', '완벽한'을 뜻하는 '수프리무스' (Супремус)에서 유래하였다. 미메시스 (모방)와 재현예술로부터 회화를 '해방'시키려는 말레비치 본인의 욕구를 반영하는 것이 본 작품의 제작의도였다.
말레비치는 "존재의 진정한 움직임은 0으로부터, 0에서 시작된다"면서, "형태의 영점에서 나 자신을 변화시켜 무에서 창조로, 다시 말해 초현실주의로, 신사실주의 회화로, 비객관적 창조로 나아갔다"고 밝히고 있다. 이러한 인식 속에서 《검은 사각형》이라는 작품은 "해방된 무(無)의 백색 공허" 속에서 비객관성을 불러일으키려는 의도임을 강조하고 있다.
절대주의 운동은 러시아 아방가르드 운동계에서 많은 지지를 얻었으나 러시아 구성주의 운동에 가려져 큰 영향력을 발휘하지 못했다. 구성주의 선언은 소비에트 정부 초창기의 이데올로기를 더욱 잘 반영한 것으로 평가되었으며, 20세기 후반 미술에 상당한 영향을 미쳤다. 그에 반해 절대주의 운동은 오늘날 말레비치와 그의 제자 엘 리시츠키가 거의 독점하다시피 했던 미술운동으로 평가되고 있다.

절대주의 운동의 대표작
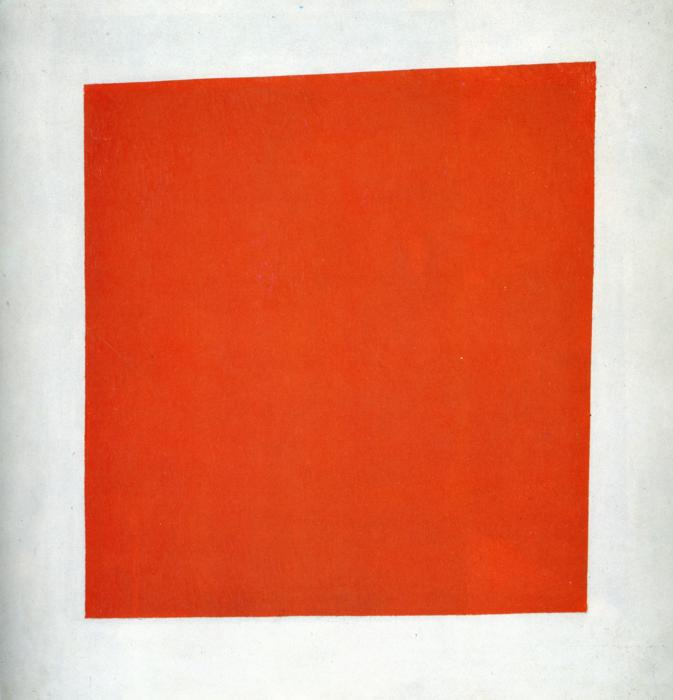
《붉은 사각형》 (1915년), 상트페테르부르크 러시아 국립 박물관 소장.
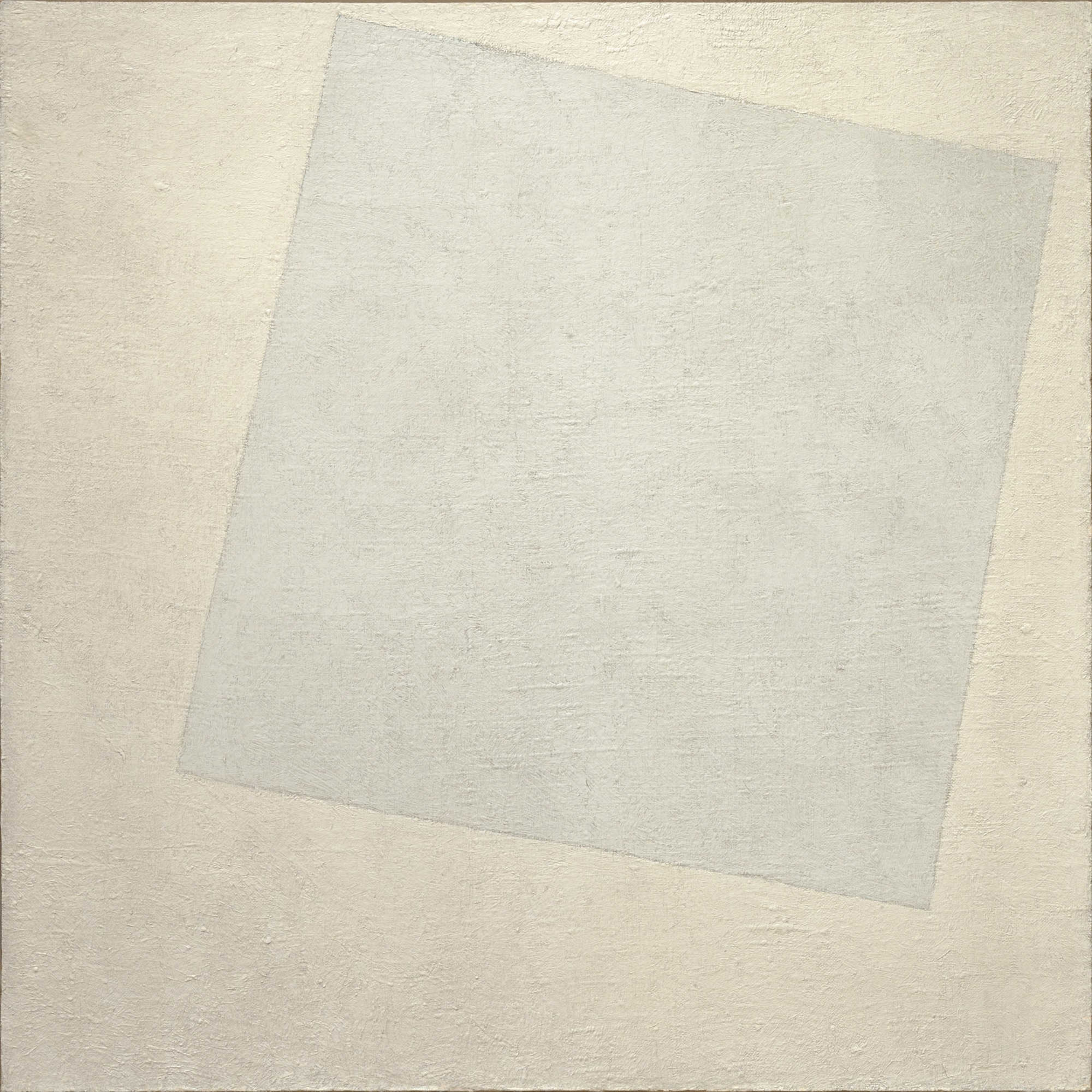
《흰색 위의 흰색》 (또는 흰색 사각형, 1918년), 뉴욕 근대미술관 소장.
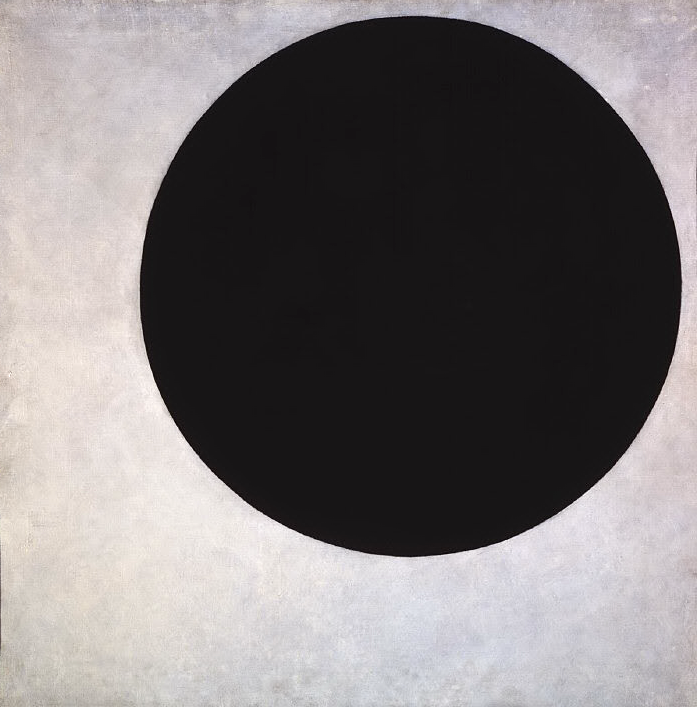
《검은 원》 (1924년), 상트페테르부르크 러시아 국립 박물관 소장.

### 스탈린 집권기의 저평가와 재발견
1920년대 말에 이르러 스탈린 집권기에 들어서면서부터 아방가르드 미술은 힘을 잃기 시작하였다. 스탈린 정권은 평소 국제 교류를 이어나가는 인물들을 의심하기로 악명이 높았다. 말레비치 역시 1927년 독일 베를린 그로스쿤스타우스텔룽에서 열린 대규모 개인전애 참석하기 위해 출국한 것을 계기로 비밀 경찰로부터 반체제 인사로 낙인찍히게 되었다.
말레비치 본인도 소련의 진보적인 예술가들이 탄압받을 가능성이 높다는 것을 알고 있었으며, 독일로 이민을 갈 생각도 하고 있었다. 하지만 정작 그곳의 나치 정권도 '가족, 가정, 교회'에 헌신적인 아리아인의 이상적인 생활방식에 부합하지 않는 미술을 소위 '퇴폐예술'로 몰아가고 있었다. 역사학자 토니 우드 (Tony Wood)는 아이러니하게도 나치가 추구하던 예술이, 그토록 증오하던 공산주의자들의 사회주의적 사실주의와 별다를 바가 없었다고 지적한다.
결국 1930년 말레비치는 전격 체포되어 수일 동안 감금 신세에 놓였으며, 1935년 이른 나이에 사망하였다. 동시기 스탈린 정권은 사회주의적 사실주의를 소련의 대표 미술양식으로 지정하고 다른 양식들은 탄압하는 정책을 펼치면서, 말레비치의 작품 역시 금지 대상에 올랐다. 《검은 사각형》은 수십 년 동안 수장고에 방치되다 1980년대에 이르러서야 다시 공개될 수 있었다. 이 시기의 영향으로 1915년 원본 그림은 상당히 변질된 상태로 남아 있다. 미국의 미술 평론가 피터 슈젤달은 "그림의 외관은 끔찍한 상태로, 부서지고 긁히고 변색되어 있다. 깨져버린 유리창을 지난 88년 동안 수리해 온 듯한 모습"이라 지적하면서, 말레비치와 그의 작품이 스탈린 치하에서 어떤 수난을 겪고 묻혀 왔는지를 해설하고 있다.
오늘날 미술사학계와 평론계에서는 《검은 사각형》을 근대미술과 추상미술의 기틀을 놓은 작품으로 널리 평가하고 있다. 또 20세기 회화 작품 가운데서도 가장 특기할 만한 작품으로 여겨지고 있다.

## 참고 문헌
- Blanshard, Frances Bradshaw. "Retreat from Likeness in the Theory of Painting". New York: Columbia University Press, 1949
- Drutt, Matthew. Malevich, Black Square, 1915. New York: Guggenheim, 2003. ISBN 978-0-89207-265-1
- Jakovljevic, Branislav. "Unframe Malevich!: Ineffability and Sublimity in Suprematism". Art Journal, volume 63, no. 3, Autumn 2004. JSTOR 4134488
- Kovtun, E. F.; Douglas, Charlotte. "Kazimir Malevich". Art Journal, volume 41, no. 3, Autumn, 1981. JSTOR 776564
- Naldi, Johann. Arts incohérents, discoveries and new perspectives. Paris: Lienart, April 2022. ISBN 978-2-3590-6366-0
- Meinhardt, Johannes. The Painting As Empty Space: Allan McCollum's Subversion of the Last Painting. AURA, Vienna: Wiener Secession, 1994.
- Pinkham , Sophie. Black Square: Adventures in Post-Soviet Ukraine. Cornerstone Digital, 2016. ISBN 0-4340-2351-5
- Roald, Tone; Lang, Johannes. Art and Identity: Essays on the Aesthetic of Creation of the Mind. Rodopi, 2013. ISBN 978-9-4012-0904-5
- Shatskikh, Aleksandra. "Black Square: Malevich and the Origin of Suprematism". Yale University Press, 2012

틀:카지미르 말레비치